# Depot von Oegeln
Das Depot von Oegeln (heute Węgliny) ist ein archäologischer Depotfund aus der Frühbronzezeit, der bei Oegeln in der heutigen Gemeinde Gubin entdeckt wurde.
Der Hortfund wurde in Wiesenerde entdeckt und besteht aus sechs C-förmigen Ringen (strigilis-förmig nach Reinecke), sieben Ösenhalsringen, drei englisch-irischen Randleistenbeilen, drei Spangenbarren, einer Armspirale (Ostdeutsche Form), einer Nadel mit schrägdurchbohrtem Kugelkopf, der Schaft geriefelt und einer „Bronzescheibe“ (Typ Lunula?, englisch-irische Form). Die Barren und Beile waren in die Spirale gesteckt. Er wird der Aunjetitzer Kultur zugeordnet.
Dieser Fund gilt heute als verschollen.